# Kozelszczyna
Kozelszczyna (ukr. Козельщина) – osiedle typu miejskiego w obwodzie połtawskim Ukrainy, siedziba władz rejonu kozelszczyńskiego.

## Historia
Status osiedla typu miejskiego posiada od 1938.
W 1989 liczyła 4847 mieszkańców.
W 2013 liczyła 3805 mieszkańców.